# Comanche (gemeente)
Comanche is een gemeente (municipio) in de Boliviaanse provincie Pacajes in het departement La Paz. De gemeente telt naar schatting 3.960 inwoners (2018). De hoofdplaats is Comanche.